# ناثان أشتون
ناثان أشتون (بالإنجليزية: Nathan Ashton)‏ (30 يناير 1987 في المملكة المتحدة - ) هو لاعب كرة قدم بريطاني في مركز الدفاع. شارك مع منتخب إنجلترا تحت 16 سنة لكرة القدم ومنتخب إنجلترا تحت 17 سنة لكرة القدم ومنتخب إنجلترا تحت 18 سنة لكرة القدم ومنتخب إنجلترا تحت 19 سنة لكرة القدم. أما مع النوادي، فقد لعب مع تشارلتون أثلتيك وكريستال بالاس ونادي فولهام ونادي ميلوول ونادي دوفر أتليتيك وكراي واندررز وبيليريكاي تاون وThurrock F.C. ‏ وإيه أف سي ويمبلدون وويكمب وندررز وTilbury F.C. ‏.

## وصلات خارجية
- ناثان أشتون على موقع قاعدة بيانات كرة القدم.إي يو (الإنجليزية)
- ناثان أشتون على موقع Soccerbase.com (لاعب) (الإنجليزية)
- ناثان أشتون على موقع عالم كرة القدم.نت (الإنجليزية)